# 摩門經 (音樂劇)
《摩門經》（英語：The Book of Mormon），又譯《摩門之書》，是一部喜劇音乐剧。由特雷·帕克、勞勃·羅培茲、马特·斯通三人編劇、作詞、作曲。著名的南方公园就是其中的帕克和斯通创作的。該劇使用許多摩門教的教義和儀式作為笑點，但最終又承認信仰有其正面的意義。
故事敘述兩個摩門傳教士試圖向烏干達居民宣傳他們的宗教。而他們不但無法引起當地居民對摩門教的興趣，同時還要解決諸如愛滋病、當地軍閥的壓迫等更緊迫的問題。该剧于2011年首次上演，獲得九項托尼奖，其中包含東尼獎最佳音樂劇。截至2024年11月，本劇已獲得超過8億美元的收入，成为有史以來最成功的音樂劇之一。